# ثرثارة عربية
ثرثارة عربية (الاسم العلمي: Turdoides squamiceps) (بالإنجليزية: Arabian Babbler)‏، هو طائر ينتمي إلى فصيلة البهدليات.